# یژی لیپمان
یژی لیپمان (لهستانی: Jerzy Lipman؛ ‏ ۱۰ آوریل ۱۹۲۲ – ۱۱ نوامبر ۱۹۸۳) فیلم‌بردار اهل لهستان بود.
از فیلم‌ها یا مجموعه‌های تلویزیونی که وی در آن‌ها نقش داشته‌است، می‌توان به سه داستان، بدشانسی، چاقو در آب، لوتنا، کانال، سایه، یک نسل، عشق در بیست‌سالگی، خاکستر، طریق هستی، سرهنگ وودیوفسکی و صحنه جرم اشاره نمود.